# エディタウンゼントジム
エディタウンゼントジムは、大阪府高槻市に所在するボクシングのジム。

## 歴史
1991年6月、「鍵本エディタウンゼントジム」として東淀川区西淡路に開設された。1994年6月、「エディタウンゼントジム」として浪速区恵美須西に移転。さらに2006年10月21日に、大阪府高槻市松原町の高槻亀井ビル2Fに移転した。
初代会長は元OPBF東洋太平洋バンタム級王者（同級最多の12度防衛）、元WBA・WBC世界同級1位の村田英次郎が務める。村田は1991年、井岡弘樹の特別トレーナーとして世界2階級制覇をサポートした。相談役にエディ・タウンゼント夫人の百合子・タウンゼントらが就任している。 

## 所属選手
- 福田星河　(2020年度西日本スーパーフェザー級新人王)

## 過去の所属選手
- 高山勝成（在籍中に全日本ライトフライ級新人王獲得。グリーンツダボクシングクラブへ移籍後、世界王座獲得。2007年に真正ボクシングジムへ再移籍）
- 小松則幸（在籍中にOPBF東洋太平洋フライ級王座を2度獲得。また在籍中に世界挑戦1度。グリーンツダボクシングクラブへ移籍）
- 福永亮次(宮田ジム→角海老宝石ボクシングジムへ移籍)

## 引退した選手
- 奥田春彦（フェザー級で日本挑戦2度）
- 藤原直人（フェザー級で日本挑戦2度）
- 正藤秀明（ミニマム級で日本挑戦1度）
- 山崎晴信（スーパーミドル級） - 南海キャンディーズ・山崎静代の弟